# Anotylus sculpturatus
Anotylus sculpturatus är en skalbaggsart som först beskrevs av Johann Ludwig Christian Gravenhorst 1806.  Anotylus sculpturatus ingår i släktet Anotylus, och familjen kortvingar. Enligt den finländska rödlistan är arten nationellt utdöd i Finland. Arten är reproducerande i Sverige. Artens livsmiljö är torra gräsmarker.